# دهستان پودرالا
دهستان پودرالا (به لاتین: Põdrala Parish) یک دهستان در استونی است که در شهرستان والگا واقع شده‌است.

## خصوصیات
دهستان پودرالا ۱۲۷٫۲ کیلومترمربع مساحت و ۸۵۴ نفر جمعیت دارد.